# Muntadher Faleh Abdulwahid
Muntadher Faleh Abdulwahid (ur. 2 stycznia 1998) – iracki lekkoatleta specjalizujący się w skoku o tyczce.
Na arenie międzynarodowej zadebiutował w 2013, zdobywając srebro azjatyckich igrzysk młodzieży. Rok później sięgnął po brązowy medal igrzysk olimpijskich młodzieży w Nankinie oraz zajął 6. miejsce na igrzyskach azjatyckich. Czwarty zawodnik mistrzostw świata juniorów młodszych w Cali (2015). Na początku 2016 zajął 5. miejsce podczas halowych mistrzostw Azji, ustanawiając z wynikiem 5,30 nowy halowy rekord Iraku. Złoty medalista czempionatu Azji juniorów w Ho Chi Minh (2016), ósmy zawodnik mistrzostw świata juniorów w tym samym roku.
Wielokrotny złoty medalista mistrzostw Iraku.
Rekordy życiowe: stadion – 5,40 (9 czerwca 2016, Bagdad); hala – 5,30 (20 lutego 2016, Doha). Oba te rezultaty są aktualnymi rekordami Iraku.

## Osiągnięcia
| Rok  | Impreza                               | Miejsce     | Lokata     | Wynik |
| ---- | ------------------------------------- | ----------- | ---------- | ----- |
| 2013 | Azjatyckie igrzyska młodzieży         | Nankin      | 2. miejsce | 4,60  |
| 2014 | Igrzyska olimpijskie młodzieży        | Nankin      | 3. miejsce | 5,05  |
| 2014 | Igrzyska azjatyckie                   | Inczon      | 6. miejsce | 5,25  |
| 2015 | Mistrzostwa Azji juniorów młodszych   | Doha        | 2. miejsce | 4,65  |
| 2015 | Mistrzostwa świata juniorów młodszych | Cali        | 4. miejsce | 5,10  |
| 2016 | Halowe mistrzostwa Azji               | Doha        | 5. miejsce | 5,30  |
| 2016 | Mistrzostwa Azji juniorów             | Ho Chi Minh | 1. miejsce | 5,25  |
| 2016 | Mistrzostwa świata juniorów           | Bydgoszcz   | 8. miejsce | 5,30  |
| 2017 | Igrzyska solidarności islamskiej      | Baku        | 5. miejsce | 5,10  |